# Barbara Davidson (photojournaliste)
 (mars 2020).
Cet article concerne la photojournaliste. Pour la joueuse de tennis, voir Barbara Davidson.
Pour les articles homonymes, voir Davidson.
Barbara Davidson, née à Montréal (Canada), est une photojournaliste canadienne. Elle est diplômée de l'Université Concordia des Beaux-Arts, en photographie et en études cinématographiques. 
Barbara Davidson est connue pour avoir été trois fois lauréate du prix Pulitzer. Photographe au Los Angeles Times jusqu'en 2017, elle s’est fait connaître dans les années 2010 pour ses photos de femmes et d'enfants issus de milieux sociaux et économiques défavorisés.  
Elle a été récipiendaire de la bourse Guggenheim en 2019-2020.

## Biographie

### Carrière
Barbara Davidson a collaboré tout au long de sa carrière avec diverses agences de presse, telles que le Dallas Morning News, The Record en Ontario (Canada), le Washington Times et plus récemment, le Los Angeles Times.
Ses clichés témoignent de la souffrance d'êtres humains et de populations affectées par la pauvreté et la guerre, qu'elle a pu croiser à mesure de ses voyages autour du globe, de Los Angeles (États-Unis), à l'Irak, en Afghanistan, en Israël, en Somalie, en République démocratique du Congo, au Kenya et à Gaza. 
En 2004, elle photographie notamment les conséquences du tsunami dans l’Océan Indien et les dégâts causés par l’Ouragan Katrina.
Elle tente par ailleurs de transmettre son savoir-faire en accompagnant plusieurs photographes émergents aux États-Unis. 
Depuis son départ du Los Angeles Times, Barbara Davidson créé et dirigé Volvo XC60 Moments, une campagne de publicité innovante pour laquelle elle utilise le système de caméras de sécurité des véhicules Volvo afin de créer une exposition de photographies. Les photographies du tournage ont été exposées et présentées à Londres. 
Elle a également été la photographe et conservatrice principale du partenariat mondial «End Violence Against Children» (Stop à la violence contre les enfants). Elle y documente le sort des enfants sur trois continents.

### Récompenses
En 2006, alors qu'elle travaillait au Dallas Morning News, Barbara Davidson a remporté avec son équipe le prix Pulitzer, pour la couverture de l’ouragan Katrina. Encore en 2006, elle remporte le concours international Pictures of the Year (photos de l’année), qu'elle remportera une seconde fois en 2014. Lors de l'année 2009, on lui décerne le prix Visa d'Or Daily Press pour sa couverture du tremblement de terre en Chine. En 2010, elle remporte le prix Cliff Edom New American Award du concours National Press Photographers Association Best of Photojournalism, pour son projet documentant la vie des Indiens Navajo, vivant sur une étendue de terres tribales dans le nord-est de l'Arizona. 
En 2011, la carrière de la photojournaliste prend un nouveau tournant, lorsqu’elle remporte le prix Pulitzer pour une photographie témoignant de la violence engendrée par la guerre des gangs à Los Angeles, sujet qui lui tient à cœur. Ses travaux lui vaudront notamment un Emmy nationalet le prix Community Awareness Award en 2011 pour sa couverture intitulée Stray Bullets.
En 2016, elle se voit décerner une énième récompense pour son travail : le Los Angeles Times Spot News Pulitzer.